# 予備免許

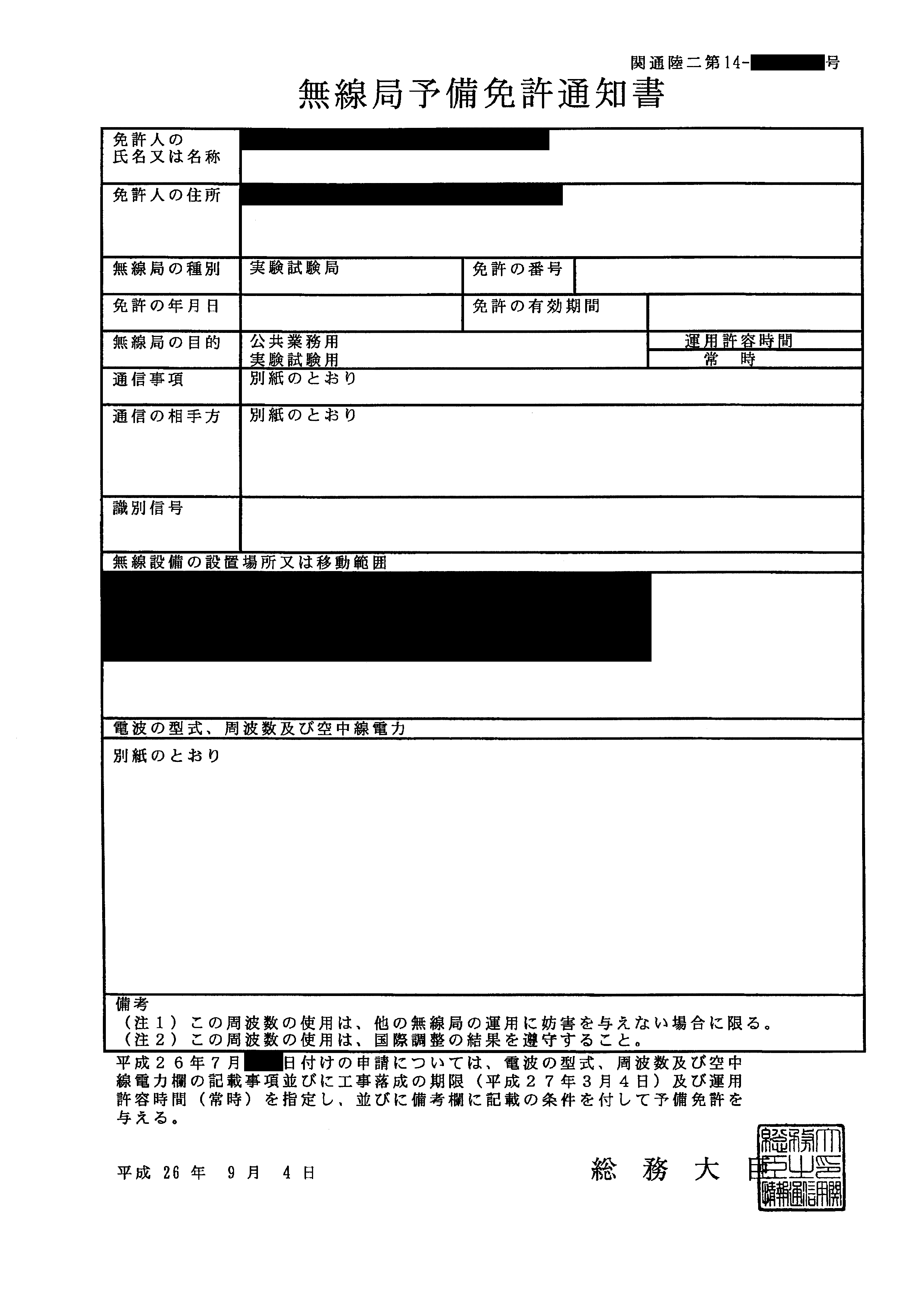
無線局予備免許通知書

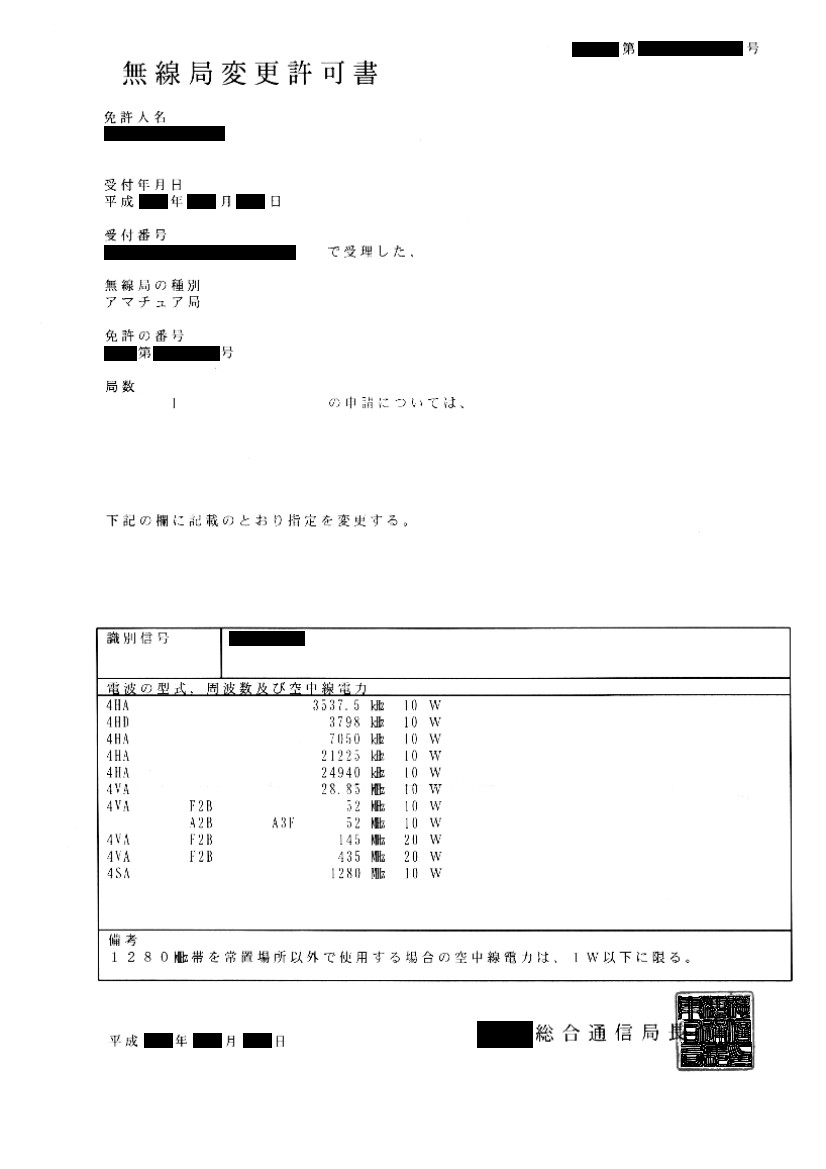
無線局変更許可書（アマチュア無線局）

予備免許（よびめんきょ）とは、日本国内に新たに開設する無線局に対して、無線局免許申請後の書類審査の結果、電波法関係法令に適合している場合に交付される仮の無線局免許。

## 概要
日本国内では、無線局免許状等の電波法による総務大臣（又は地方総合通信局長等）の免許がなければ電波を発射できない為、機器の調整や試験を目的として交付される（問題がない限り免許申請してから通常約3ヵ月後に予備免許が交付される）。
ただし簡易な免許手続に該当する場合、予備免許の交付は省略される。
予備免許を受けた後に、設備の工事を行い、空中線（アンテナ）を設置し、試験電波を発射して、設備が法令に定められる基準に合致していることを確認し、落成検査に備える。
あくまでも予備免許は設備の調整の為に交付される免許であるので、予備免許中は、設備の工事及び試験電波の発射しか行えず、実運用に設備を使用することはいかなる場合も許されない。
なお、既に開設している無線局が設備変更した場合は予備免許ではなく無線局変更許可を受けることとなるが、手続きは予備免許と同様。

## 予備免許を証する書類
予備免許（変更）に際して総務大臣（総合通信局長）から免許を証する書類として送付される書類は下記の通り。

### 開設の場合
無線局予備免許通知書が送付される。
アマチュア局以外の局

様式としては無線局免許状（本免許）と酷似している。
- 「免許の番号」「免許の年月日」「免許の有効期間」が、空欄で交付される。
- 予備免許の番号は上部右端に記載されているが、本免許交付の際には別の番号に変更される。
- 下部の文言が、本免許では「法律に別段の（中略）窃用してはならない。」という電波法第59条の条文が記載されるが、予備免許では「×年×月×日付けの申請については、電波の型式、周波数及び空中線電力欄の記載事項並びに工事落成の期限（×年×月×日）及び運用許容時間（××）を指定し、並びに備考欄に記載の条件を付して予備免許を与える。」と記載される。

アマチュア局の場合

様式としてはアマチュア局に交付される無線局変更許可書と酷似している。
- 「無線局変更許可書」→「無線局予備免許通知書」
- 「下記の欄に記載のとおり指定を変更する」→「下記の欄の記載事項並びに工事落成期限（許可の日から6ヵ月後の日）及び、運用許容時間（常時）を指定して予備免許を与える。」

と、変わるのみである。
いずれの場合も、識別信号、電波の形式、周波数、空中線電力、運用許容時間は仮指定である。

### 変更の場合
「無線局指定変更・変更許可通知書」という書類が送付される。

- アマチュア局の場合
令和5年時点では空中線電力200Wを超える申請（無線設備を変更又は指定を希望）を行った局（ハイパワー局／変更検査対象局）に対して、書類審査で電波法令への適合が確認された場合に、試験及び調整を目的として交付される、仮変更許可書の意味合いを持つ書類である。申請内容を審査した結果、検査省略される場合「法第１８条第１項ただし書の規定により、変更検査を受けることを要しない。」と付記されて無線局免許状とともに交付される。「下記の欄に記載のとおり指定を変更し、並びに変更を許可する。」との文言ではあるが、変更検査を受け無線局免許状を交付されるまでは、試験や調整を目的として指定を変更され、変更を許可されただけである。
以前は、空中線電力に関係なく、簡易な免許手続（検査省略）により変更許可を受けた場合でも「無線局変更許可（通知）書」や「無線局指定変更通知書」が新たな無線局免許状と同時に交付されていたが、平成27～30年の間に総合通信局ごとに順次廃止され、令和5年時点では、全ての総合通信局で簡易な免許手続による変更許可を受けた場合の無線局変更許可書交付を廃止している。

## 無線局開設（変更）の概略
（）内は変更申請時
1. 申請
2. 書類審査　不合格の場合、申請からやり直し
3. 予備免許（無線局変更許可書）交付　
  - 申請してから通常約3か月後に交付される
  - 交付されたこの時点で電波を出す許可が下りるが、あくまでも機器調整を目的とした試験電波の発射となる
  - 予備免許期間中に設備の工事及び調整を終える
4. 工事落成届を提出
5. 落成（変更）検査　不合格の場合、再度機器の点検を行い、工事落成届を提出
6. 無線局免許状交付　
  - 放送局の場合、本放送開始の1週間～前日に交付されるのがほとんど
  - 放送局でも本放送開始（親局開局）以降に開局する中継局では「無線局免許状交付」を受けた当日をもって本放送開始とするケースが多い
  - ただし変更申請の場合で現在の免許状に変更がない場合、交付が省略されることがある
7. 運用開始